# Leucanopsis nubilosus
Leucanopsis nubilosus là một loài bướm đêm thuộc phân họ Arctiinae, họ Erebidae.